# 費伊 (內華達州)
費伊（英語：Fay）是位於美國內華達州林肯縣的鬼鎮。

## 歷史
費伊的郵局於1900年設立，其後於1924年停運。

## 地理
費伊所處的海拔為高於海平面2111米（即6926英呎），而該地所採用的時區為UTC-8，即太平洋时区（PST）。同時該地設有夏令時間，為UTC-8調快一小時，即UTC-7（PDT）。